# Juicy J
Juicy J (Memphis (Tennessee) 5 april 1975) is de artiestennaam van Jordan Michael Houston, een Amerikaanse rapper, songwriter en muziekproducer. Hij is een van de oprichters van de hiphop groep Three 6 Mafia. In 2002 bracht hij zijn debuutalbum Chronicles of the juice man uit. Hij is de jongere broer van rapper Project Pat. In Nederland en Vlaanderen werd hij vooral bekend door de single Dark horse van Katy Perry uit 2013 waar hij als rapper te horen is.

## Discografie
Zie ook discografie Three 6 Mafia.

### Albums
| Album met eventuele hitnotering(en) in de Nederlandse Album Top 100 | Datum van verschijnen | Datum van binnenkomst | Hoogste positie | Aantal weken | Opmerkingen |
| ------------------------------------------------------------------- | --------------------- | --------------------- | --------------- | ------------ | ----------- |
| Chronicles of the juice man                                         | 02-07-2002            | -                     |                 |              |             |
| Hustle till I die                                                   | 16-06-2009            | -                     |                 |              |             |
| Stay trippy                                                         | 23-08-2013            | -                     |                 |              |             |
| The hustle continues                                                | 09-2014               | -                     |                 |              |             |

### Singles
| Single met eventuele hitnotering(en) in de Nederlandse Top 40 | Datum van verschijnen | Datum van binnenkomst | Hoogste positie | Aantal weken | Opmerkingen                                                          |
| ------------------------------------------------------------- | --------------------- | --------------------- | --------------- | ------------ | -------------------------------------------------------------------- |
| Lolly                                                         | 17-09-2013            | -                     |                 |              | met Maejor Ali & Justin Bieber / Nr. 68 in de Single Top 100         |
| Dark horse                                                    | 17-09-2013            | 28-09-2013            | tip18           | -            | met Katy Perry / Nr. 74 in de Single Top 100                         |
| Dark horse                                                    | 17-09-2013            | 25-01-2014            | 1(2wk)          | 24           | Re-entry / met Katy Perry / Nr. 1 in de Single Top 100 / Alarmschijf |
| I don't mind                                                  | 2015                  | -                     |                 |              | met Usher / Nr. 99 in de Single Top 100                              |
| One shot                                                      | 2016                  | 19-11-2016            | tip22           | -            | met Robin Thicke                                                     |

| Single met hitnotering(en) in de Vlaamse Ultratop 50 | Datum van verschijnen | Datum van binnenkomst | Hoogste positie | Aantal weken | Opmerkingen                                      |
| ---------------------------------------------------- | --------------------- | --------------------- | --------------- | ------------ | ------------------------------------------------ |
| Lolly                                                | 2013                  | 28-09-2013            | 42              | 6            | met Maejor Ali & Justin Bieber                   |
| 23                                                   | 2013                  | 12-10-2013            | tip27           | -            | met Mike Will Made-It, Miley Cyrus & Wiz Khalifa |
| Dark horse                                           | 2013                  | 15-02-2014            | 1(3wk)          | 16*          | met Katy Perry                                   |

- Bibliothèque nationale de France: cb166063082 (data)
- Gemeinsame Normdatei: 1062751108
- International Standard Name Identifier: 0000 0004 1719 0365
- Library of Congress Control Number: no2008130964
- MusicBrainz: c45d161f-83ce-4464-ba41-44202e6916d9
- Virtual International Authority File: 311730399
- WorldCat: E39PBJqbfrvYkWKxqkBTfdChHC